# Al-Jandal SC
Al Jandal Sport Club (en árabe: نادي الجندل الرياضي‎) es un club de fútbol profesional con sede en Dumat al-Jandal, Arabia Saudita. Actualmente juega en la Primera División Saudí, segunda división del país.

## Plantilla 2023-24
Actualizado el 6 de octubre del 2023